# فهرست میراث جهانی در کلمبیا
میراث جهانی در کلمبیا تا تاریخ ۲۰۲۵ شامل ۹ اثر ثبت شده در کشور کلمبیا توسط میراث جهانی است. ۹ مکان میراث جهانی در کلمبیا وجود دارد که شامل ۶ مکان فرهنگی، دو مکان طبیعی و یک مکان ترکیبی می‌شود. اولین مکان در کلمبیا، بندر، دژها و گروهی از بناهای شهر کارتاخنا بود که در هشتمین جلسه کمیته میراث جهانی، که در بوئنوس آیرس، در سال ۱۹۸۴ برگزار می‌شد، در فهرست ثبت گردید. پارک ملی لوس کاتیوس به عنوان اولین سایت طبیعی در سال ۱۹۹۴ ثبت شد.
سایت‌های سازمان میراث جهانی آموزشی، علمی و فرهنگی سازمان ملل متحد، یونسکو، مکان‌هایی هستند که دارای اهمیت فرهنگی یا طبیعی هستند، همان‌طور که در پیمان‌نامه میراث جهانی، که در سال ۱۹۷۲ تأسیس شده، شرح داده شده است. کلمبیا این پیمان‌نامه را در جمعه، ۲۴ مه ۱۹۸۳ پذیرفت و از آن هنگام، مکان‌های طبیعی و فرهنگی کلمبیا واجد شرایط برای گنجانده شدن در فهرست میراث جهانی هستند.
در سال ۲۰۰۹، بنا به درخواست دولت کلمبیا به دلیل جنگل‌زدایی غیرقانونی و صید بی‌رویه، این مکان در فهرست در معرض خطر قرار گرفت. وضعیت تا سال ۲۰۱۵ بهبود یافت و بنابراین سایت از لیست حذف شد. پارک ملی چیریبیکته در سال ۲۰۱۸ به عنوان جدیدترین سایت کلمبیا به لیست اضافه شد. کلمبیا ۱۳ سایت دیگر را در فهرست آزمایشی خود دارد. این کشور سه بار در کمیته میراث جهانی میزبانی کرده است.
اعلام مرکز تاریخی کارتاخنا به‌عنوان یک بنای ملی در دهه ۱۹۷۰ و ثبت آن در فهرست میراث جهانی، منجر به رشد چشمگیر در بخش گردشگری شد. این توسعه استثنایی به مرور مشکلاتی در زمینه گردشگری انبوه ایجاد کرد. هم‌زمان، توسعه سریع شهری تأثیر قابل توجهی بر حفاظت از میراث و کارکردهای اجتماعی-اقتصادی مرکز تاریخی گذاشته است. دولت محلی به همراه بخش خصوصی، اکنون در تلاش‌اند تا از طریق سیاست‌های عمومی، برنامه‌ریزی و مداخلات طراحی شهری، راه‌حل‌هایی برای مدیریت پایدار میراث پیدا کنند.
در سال ۲۰۰۰، کرسی یونسکو در مدیریت میراث فرهنگی در شعبه دانشگاه ملی کلمبیا واقع در شهر مانیزالس تأسیس شد. هدف اصلی این کرسی ایجاد یک سیستم یکپارچه برای پژوهش، آموزش، اطلاع‌رسانی و مستندسازی در حوزه مدیریت میراث فرهنگی است. این کرسی نقش مهمی در تسهیل همکاری میان پژوهشگران برجسته و استادان مطرح بین‌المللی از دانشگاه و دیگر مؤسسات آموزش عالی در کلمبیا ایفا می‌کند.

## میراث جهانی
یونسکو سایت‌ها را با ده معیار فهرست می‌کند. هر ورودی باید حداقل یکی از معیارها را داشته باشد.
| # | نگاره                           | نام                              | موقعیت | سال ثبت | ش ثبتمعیارها          | شرح | منبع   |
| ۱ | ناهمواری در پارک ملی چیریبیکته. | پارک ملی چیریبیکته               | بخش کاکئتا و بخش گواویره ۰°۳۱′۳۱″ شمالی ۷۲°۴۷′۵۰″ غربی / ۰٫۵۲۵۲۸°شمالی ۷۲٫۷۹۷۲۲°غربی                                        | ۲۰۱۸    | ۱۱۷۴(iii) (ix) (x)    | پارک ملی چیریبیکته به وسعت ۲٬۷۸۲٬۳۵۴ (۶٬۸۷۵٬۳۵۰) و با نواحی حاشیه‌ای ۳٬۹۸۹٬۶۸۲٫۸۲ (۹٬۸۵۸٬۷۲۱٫۰)، بزرگ‌ترین منطقه حفاظت‌شده در کلمبیا، نقطه تلاقی چهار استان با شرایط جغرافیا و زیستی متفاوت است: آمازون، آند، اورینوکو و گویان. به این ترتیب، پارک ملی اتصال و حفظ تنوع زیستی این نواحی را تضمین می‌کند و خود را به عنوان یک محیط چهارفصل که در آن تنوع گیاهی و جانوری و بومی شکوفا شده، معرفی کرده است. بیش از ۷۵۰۰۰ مجسمه توسط مردم بومی بر روی دیوارهای ۶۰ پناهگاه صخره‌ای از ۲۰۰۰۰ سال قبل از میلاد ساخته شده‌اند و امروزه همچنان قابل مشاهده و بازدیدند. این نقاشی‌ها صحنه‌های شکار، جنگ‌ها، رقص‌ها و مراسم و همچنین گونه‌های جانوری و گیاهی را با پرستش جگوار که نمادی از قدرت و باروری است به تصویر می‌کشد. جوامع بومی این مکان را مقدس می‌شمرند و معتقدند بازدید آن باید محدود و ممنوع گردد. | [ ۹ ]  |
| ۲ |                                 | چشم‌انداز فرهنگی قهوه در کلمبیا   | بخش کالداس، بخش کیندیو و بخش ریسارالدا ۵°۲۸′۱۸″ شمالی ۷۵°۴۰′۵۴″ غربی / ۵٫۴۷۱۶۷°شمالی ۷۵٫۶۸۱۶۷°غربی                          | ۲۰۱۱    | ۱۱۲۱(v)(vi)           | چشم‌انداز فرهنگی قهوه کلمبیا نواحی به وسعت ۱۴۱٬۱۲۰ (۳۴۸٬۷۰۰) است که نمونه‌ای از سازگاری انسان با شرایط دشوار جغرافیایی است که در آن زراعت دانهٔ قهوه کوهستانی توسعه یافته است. این یک چشم‌انداز فرهنگی است که در آن عناصر طبیعی، اقتصادی و فرهنگی به جا مانده از مهاجران آنتیوکیا و والونو با درجه بالایی از همگنی در منطقه یافت می‌شود و یک مورد استثنایی در جهان است. در این چشم‌انداز تلاش‌های انسانی، خانوادگی و نسل به نسل تولیدکنندگان قهوه با هم ترکیب شده است. | [ ۱۰ ] |
| ۳ |                                 | مرکز تاریخی سانتا کروز د مامپوکس | بخش بولیوار، کلمبیا ۹°۱۴′۰۰″ شمالی ۷۴°۲۶′۰۰″ غربی / ۹٫۲۳۳۳۳°شمالی ۷۴٫۴۳۳۳۳°غربی                                             | ۱۹۹۵    | ۷۴۲(iv)(v)            | سانتا کروز د مومپکس توسط اسپانیایی‌ها در سال ۱۵۴۰ به عنوان یک بندر رودخانه‌ای در سواحل رودخانه ماگدالنا تأسیس شد. در امتداد جادهٔ اصلی که به موازات رودخانه می‌گذرد توسعه یافت و در هنگام سیل نیز به عنوان دایک عمل می‌کرد. این شهر نقش مهمی در استعمار اسپانیا در منطقه ایفا کرد اما در قرن نوزدهم میلادی از اهمیت آن کاسته شد. مرکز تاریخی، با ساختمان‌های متعددی که دارای پورتال‌های تزئین شده، بالکن، و گالری‌ها هستند، به خوبی حفظ شده است. کلیسای سانتا باربارا مهم‌ترین بنای این شهر است. | [ ۱۱ ] |
| ۴ |                                 | پارک ملی لوس کاتیوس              | بخش انتیوکیا و بخش چوکوs ۷°۴۰′۰۰″ شمالی ۷۷°۰۰′۰۰″ غربی / ۷٫۶۶۶۶۷°شمالی ۷۷٫۰۰۰۰۰°غربی                                        | ۱۹۹۴    | ۷۱۱(ix)(x)            | این پارک ملی در تنگهٔ داریان قرار دارد و با پارک ملی داریان در پاناما همسایه است. پارک لوس کاتیوس به وسعت ۱۴۱٬۱۲۰ (۳۴۸٬۷۰۰)، ناحیه‌ای است که جابه‌جایی بزرگ جانوری در قاره آمریکا از طریق این منطقه در اواخر سنوزوئیک انجام شد. همچنین احتمالاً یک پناهگاه حیوانات در دورهٔ پلیستوسن بوده است که با تعداد زیادی گونه بومی این واقعیت را حکایت می‌کند. زیستگاه‌های آن شامل جنگل‌ها و تالاب‌های مرطوب چوکو-داریان است و دشت‌های سیلاب‌خیز رودخانه آتراتو در آن قرار دارند. این پارک محفل تمساح آمریکایی، مورچه‌خوار غول‌پیکر و تاپیر بیرد است. در سال ۲۰۰۹، بنا به درخواست دولت کلمبیا به دلیل جنگل‌زدایی غیرقانونی و صید بی‌رویه، این مکان در فهرست در معرض خطر قرار گرفت. وضعیت تا سال ۲۰۱۵ بهبود یافت و بار دیگر از فهرست درخطر خارج شد.                                                              | [ ۱۲ ] |
| ۵ |                                 | جزیره مالپلو                     | بخش بایه دل کائوکا ۳°۵۸′۰۰″ شمالی ۸۱°۳۷′۰۰″ غربی / ۳٫۹۶۶۶۷°شمالی ۸۱٫۶۱۶۶۷°غربی                                              | ۲۰۰۶    | ۱۲۱۶(vii)(ix)         | این جزیره به وسعت ۸۵۷٬۵۰۰ (۲٬۱۱۹٬۰۰۰)، در حدود ۵۰۶ کیلومتری سواحل کلمبیا قرار دارد. این پارک دریایی وسیع، بزرگ‌ترین منطقه ممنوعیت ماهیگیری در شرق اقیانوس آرام استوایی است و یک زیستگاه حیاتی برای گونه‌های دریایی در معرض تهدید بین‌المللی فراهم می‌کند و منبع اصلی مواد مغذی است که منجر به تجمع زیاد گونه‌های مختلف زیستی دریایی شده. این به ویژه یک مخزن برای کوسه‌ها، هامور غول پیکر و بیل ماهی است. | [ ۱۳ ] |
| ۶ |                                 | پارک باستان‌شناسی تیرادنترو       | بخش کائوکا ۲°۳۵′۰۰″ شمالی ۷۶°۰۲′۰۰″ غربی / ۲٫۵۸۳۳۳°شمالی ۷۶٫۰۳۳۳۳°غربی                                                      | ۱۹۹۵    | ۷۴۳(iii)              | پارک باستان‌شناسی، شامل چهار منطقه مجاور و شامل اتاقک‌های زیرزمینی متعددی است که به عنوان مقبره استفاده می‌شد. تقریباً بین ۶۰۰ تا ۹۰۰ پس از میلاد ساخته شدند. بزرگ‌ترین آنها تا ۱۲ متر (۳۹ فوت) عرض دارند. آرامگاه‌ها اغلب با نقاشی‌های چند رنگ با طرح‌های هندسی یا نقوش حیوانی و انسانی و با کنده‌کاری‌های سنگی تزئین شده‌اند. معماری مقبره‌ها شبیه به خانه‌های انسان است. همچنین چندین مجسمه انسانی در سنگ آتشفشانی حکاکی شده و در پارک وجود دارد. | [ ۱۴ ] |
| ۷ |                                 | یادمان‌های تاریخی کارتاخنا        | بخش بولیوار، کلمبیا ۱۰°۲۵′۰۰″ شمالی ۷۵°۳۲′۰۰″ غربی / ۱۰٫۴۱۶۶۷°شمالی ۷۵٫۵۳۳۳۳°غربی                                           | ۱۹۸۴    | ۲۸۵(iii)              | شهرستان کارتاخنا یا کارتاگنا، دارای گسترده‌ترین و یکی از کامل‌ترین سیستم‌های استحکامات در آمریکای جنوبی است و نمونه برجسته‌ای از معماری نظامی در قرن‌های ۱۶، ۱۷ و ۱۸ میلادی است. باروهای دفاع اولیه توسط اسپانیایی‌ها در سال ۱۵۸۶ ساخته شد و به تدریج گسترش یافت و این استحکامات از یکی از مهم‌ترین بندرها دریای کارائیب محافظت می‌کرد. در اطراف شهر قلعه‌های متعددی وجود دارد. در داخل دیوارها، کلیساها، کاخ‌ها و اقامتگاه‌هایی برای شهروندان ثروتمند وجود داشته است. | [ ۱۵ ] |
| ۸ | جاده اینکاها                    | کهاپاگ نیان: سیستم راه‌های آند    | مشترک با کشورهای · آرژانتین · بولیوی · شیلی · اکوادور · پرو · ۱۸°۱۵′۰۰″ جنوبی ۶۹°۳۵′۳۰″ غربی / ۱۸٫۲۵۰۰۰°جنوبی ۶۹٫۵۹۱۶۷°غربی | ۲۰۱۴    | ۱۴۵۹(ii)(iii)(iv)(vi) | سیستم جاده‌ای اینکا که در زبان محلی نام آن Qhapaq Ñan است، جاده‌ای به وسعت ۱۱٬۴۰۷ (۲۸٬۱۹۰) است که قبل از اینکا و عصر اینکا است بیش از ۳۰۰۰۰ کیلومتر (۱۹۰۰۰ مایل) در سراسر آند را در بر می‌گرفت. جاده‌ها قله‌های بلند کوه را با جنگل‌های بارانی، سواحل، دره‌ها و بیابان‌ها به هم متصل می‌کنند. سیستم جاده‌ای خط حیات امپراتوری اینکاها را تشکیل می‌داد و امکان حمل و نقل و تبادل کالا و همچنین جابجایی پیام‌رسان، مسافران و حتی ارتش را فراهم می‌کرد. این سایت شامل ۲۷۳ جزء است که شامل سازه‌هایی مانند جاده‌ها، پل‌ها، خندق‌ها و زیرساخت‌های پشتیبان است که ۹ مورد از آن‌ها در کلمبیا جای دارد. | [ ۱۶ ] |
| ۹ |                                 | پارک باستان‌شناسی سان آگوستین     | بخش اویلا ۱°۵۵′۰۰″ شمالی ۷۶°۱۴′۰۰″ غربی / ۱٫۹۱۶۶۷°شمالی ۷۶٫۲۳۳۳۳°غربی                                                       | ۱۹۹۵    | ۷۴۴(iii)              | این پارک در منطقه اویلا واقع شده و به دلیل مجموعه‌ای بی‌نظیر از مجسمه‌های سنگی، آرامگاه‌ها و آثار معماری که متعلق به تمدن‌های پیشاکلمبیایی است، اهمیت دارد. پارک باستان‌شناسی شامل سه منطقه با بقایای فرهنگ سن آگوستین است. بناهای اصلی مربوط به دوره کلاسیک منطقه‌ای (۱–۹۰۰ پس از میلاد) است و شامل تپه‌های تدفین، تراس‌ها، سازه‌های تدفین و مجسمه‌های سنگی یادبود است. این منطقه نه تنها بازتاب‌دهنده مهارت هنری و باورهای مذهبی تمدن‌های کهن آمریکای جنوبی است، بلکه نقش مهمی در فهم ما از تاریخ و فرهنگ‌های این منطقه ایفا می‌کند. سن آگوستین به دلیل تنوع و پیچیدگی آثارش، یکی از مهم‌ترین مراکز باستان‌شناسی در کلمبیا و جهان محسوب می‌شود. | [ ۱۷ ] |

## فهرست آزمایشی
افزون بر سایت‌های موجود در فهرست میراث جهانی، کشورهای عضو می‌توانند فهرستی از سایت‌های آزمایشی را که ممکن است برای نامزدی در نظر بگیرند، در این فهرست قرار دهند. نامزدها در فهرست میراث جهانی تنها در صورتی پذیرفته می‌شوند که سایت پیش‌تر در فهرست آزمایشی قرار داشته باشد.
کلمبیا ۱۳ نامزد در این فهرست دارد.
| #  | نگاره                                                               | نام                                                                           | موقعیت                                            | سال ثبت | ش ثبتمعیارها           | شرح | منبع          |
| ۱  | عکس ماهواره‌ای جزیره                                                 | منطقهٔ حفاظت‌شدهٔ دریایی گل دریایی                                               | مجمع‌الجزایر سن آندرس، پروویدنسیا و سانتا کاتالینا | ۲۰۰۷    | ۵۱۶۶(ix)(x)            | بزرگ‌ترین منطقه حفاظت شده دریایی در کارائیب شامل خشکی و آب اطراف سن آندرس و جزایر پروویدنسیا و سانتا کاتالینا است. زیستگاه‌ها شامل حرا، مانگروها، تالاب‌ها، صخره‌های مرجانی، علفزار دریایی، سواحل، آب‌سنگ حلقوی و آب‌های عمیق است. یک دسته از سینه‌بادکنک باشکوه در جزایر لانه می‌کنند. | [ ۱۹ ]        |
| ۲  | تصویر غروب آفتاب در کانال.                                          | کانال دیکه                                                                    | بخش آتلانتیکو، بولیوار، سوکره                     | ۲۰۱۲    | ۵۷۵۶ (i)(iv)           | این کانال کارتاخنا، بندر اصلی کلمبیا، را به رودخانه ماگدالنا، رودخانه اصلی کشور متصل می‌کند؛ اما به دلیل وجود موانع در دلتای آن قابل کشتیرانی نیست. اولین کانال توسط اسپانیایی‌ها در سال ۱۵۸۲ ساخته شد اما به دلیل عدم تعمیر و نگهداری به سرعت از کار افتاد. مرحله بعدی ساخت و ساز در سال ۱۶۵۰ انجام شد و به عنوان یک چالش مهندسی در نظر گرفته شد. توسعه داخل کشور و ایجاد چندین شهرک در امتداد کانال، این ساخت را امکان‌پذیر کرد.                                                                                        | [ ۲۰ ]        |
| ۳  | محوطه دانشگاه                                                       | دانشگاه شهر بوگوتا                                                            | بوگوتا                                            | ۲۰۱۲    | ۵۷۵۹ (i)(iv)           | پردیس دانشگاهی دانشگاه ملی کلمبیا در سال ۱۹۳۶ توسط معلم فریتز کارسن و معمار لئوپولدو روتر که طرح معماری و شهری را توسعه دادند، ایجاد شد. این پروژه نشان دهنده اولین پردیس از این دست در آمریکای لاتین و محرک معماری مدرن در این کشور بود. در طراحی پردیس‌ها در چندین کشور دیگر، از جمله شهر دانشگاه شهر کاراکاس در ونزوئلا، که یک سایت میراث جهانی است، تأثیرگذار بود. | [ ۲۱ ]        |
| ۴  | نیازمند تصویر                                                       | سامانه آبی پیشاکلمبی رود سن خورخه                                             | بخش کوردوبا، بولیوار، سوکره                       | ۲۰۱۲    | ۵۷۶۴ (iii)(iv)(v)      | این رود در اکثر اوقات سال، به جز در فصل خشک از نوامبر تا مارس، سیلابی می‌شود. این منطقه حداقل ده هزار سال است که توسط جوامع مختلف، از جمله مردم زنو، قابل سکونت بوده. سیل، خاک را حاصلخیز و جذاب برای کشاورزی می‌کند، با این حال، برای ایجاد سکونتگاه‌های دائمی، جوامع نیاز به ساخت شبکه‌های گسترده‌ای از کانال‌های زهکشی، تراس‌ها و پشته‌ها دارند. همچنین بقایایی از سرامیک، سنگ‌تراشی طلا و گوردخمه وجود دارد. پس از ورود اسپانیایی‌ها، آب‌کاری‌ها به تدریج متروک شد.                                                            | [ ۲۲ ]        |
| ۵  | ویرانه‌های یک شهر باستانی با تراس سنگی                               | پارک‌های ملی و سایت‌های باستان‌شناسی تایرونا و سیرا نوادا د سانتا مارتا          | بخش سزار، بخش لا گواخیرا، بخش ماگدالنا            | ۲۰۱۲    | ۵۷۶۵(iii)(iv)(v)(viii) | سیرا نوادا د سانتا مارتا یک رشته کوه منزوی کشیده شده تا ساحل و با بلندترین قله به ارتفاع ۵۷۷۰ متر (۱۸۹۳۰ فوت) است. این باعث ایجاد انواع زیستگاه‌های مختلف مانند اکوسیستم‌های دریایی و ساحلی، حرا و انواع مختلف جنگل‌ها در دامنه‌های کوه می‌شود که تنوع زیستی دارد. سایت‌های باستان‌شناسی متعددی، من‌جمله سیوداد پردیدا، در این منطقه وجود دارد که تعدادی از آن‌ها متعلق به فرهنگ تایرونا بین قرن‌های ۵ و ۹ میلادی است. فرهنگ‌های پیشاکلمبی تراس‌ها، کانال‌ها و جاده‌ها را می‌ساختند.                                                  | [ ۲۳ ]        |
| ۶  | معابد دکترین کاتولیک                                                | معابد دکترین کاتولیک                                                          | بخش کائوکا                                        | ۲۰۱۲    | ۵۷۶۷(ii)(iv)           | اسپانیایی‌ها تنها در اواخر قرن هجدهم، به دنبال مقاومت شدید جوامع بومی، به‌طور دائم در منطقه کوچکی مستقر شدند. به عنوان بخشی از فرایند بشارت و استعمار، آنها دوازده معبد ساختند که هفت تای آن هنوز باقی مانده است. معابد مذکور از چوب و خاک ساخته شده‌اند و نمونه‌ای از سنت‌گرایی مذهبی با سبک‌های ساختمانی اسپانیایی و تکنیک‌های ساخت محلی را نشان می‌دهند. | [ ۲۴ ]        |
| ۷  | کمپانی یونایتد فروت                                                 | زیرساخت شرکت یونایتد فروت                                                     | بخش ماگدالنا                                      | ۲۰۱۲    | ۵۷۷۰(iv)(vi)           | در دهه‌های اول قرن بیستم، شرکت چند ملیتی کمپانی یونایتد فروت، مناطق وسیعی را در سونا بانانرا به منظور تولید موز تغییر داد. آنها جنگل‌ها را پاکسازی کردند تا مزارع ایجاد کنند، شهرها و روستاها را برای کارگران ساختند، و راه‌آهن ساختند. زندگی در مزارع الهام بخش آثار گابریل گارسیا مارکز بود، اعتصاب کارگران و متعاقب آن کشتار موز در سال ۱۹۲۸ مبنای اوج داستان در رمان صد سال تنهایی است. | [ ۲۵ ]        |
| ۸  | دریاچه‌ای محاط در تپه‌های با پوشش گیاهی کم                            | جنوب استان ریکائورته                                                          | بخش بویاکا                                        | ۲۰۱۲    | ۵۷۷۱(ii)(iii)(viii)(x) | پناهگاه گیاهی و جانوری ایگوآکه در کوهستانی بین ارتفاعات ۲٬۴۰۰ متر (۷٬۹۰۰ فوت) و ۳٬۸۰۰ متر (۱۲٬۵۰۰ فوت) واقع شده است. این یکی از معدود مکان‌هایی است که اکوسیستم پارامو دارد، اکوسیستم کوهستانی بالای خط جنگل اما زیر خط دائمی برف. فسیل‌های موجودات دریایی مربوط به دوره کرتاسه در اینجا یافت شد، زیرا قبل از ظهور کوه‌های آند، یک دریا در این منطقه وجود داشت. این منطقه برای مردم مویسکا اهمیت معنوی دارد و مکان‌های باستان‌شناسی متعددی از جمله یک رصدخانه نجومی با قدمت حدود ۲۲۰۰ سال و دریاچه ایگوآکه در آن وجود دارد. | [ ۲۶ ] [ ۲۷ ] |
| ۹  | پل معلق که بر فراز رود بنا شده و دو سازه تکیه‌گاه در طرفین خود دارد. | پوئنته د اوکسیدنته                                                            | بخش انتیوکیا                                      | ۲۰۱۲    | ۵۷۷۲ (i)(iv)           | این پل که توسط خوزه ماریا ویلا طراحی شده است از رودخانه کائوکا عبور می‌کند. این یک پل معلق با دهانه تقریباً ۳۰۰ متر (۹۸۰ فوت) است. هنگامی که در سال ۱۸۹۵ افتتاح شد، سومین پل بزرگ جهان و بزرگ‌ترین در آمریکای جنوبی بود. معمار پل بروکلین، این پل را به عنوان مرجع طراحی خود در نظر گرفت و آن را با تنظیمات محلی تنظیم کرد. پل نمایانگر دستاورد مهندسی مهم آن دوره بود و امکان توسعه اقتصادی منطقه منزوی را فراهم کرد. | [ ۲۸ ]        |
| ۱۰ | دو خانه که با یک پل مرتفع به هم متصل هستند                          | چشم‌انداز فرهنگی خانه‌های معلق بومیان سیناگا گرانده د سانتا مارتا و مدیو آتراتو | بخش انتیوکیا، بخش چوکو، بخش ماگدالنا              | ۲۰۱۳    | ۵۸۴۲(iv)(v)            | منطقه بین کوه‌های سیرا نوادا د سانتا مارتا و رودخانه ماگدالنا توسط جنگل‌های بارانی استوایی مرطوب پوشیده شده است و به عنوان یک سایت رامسر شناخته می‌شود. مردم با ساخت خانه‌های چوبی با محیط طبیعی سازگار شدند. منطقه مدیو آتراتو از قرن هفدهم توسط مردمی عمدتاً آفریقایی‌تبار مسکونی بوده. عمده فعالیت اقتصادی آن‌ها ماهیگیری است. | [ ۲۹ ]        |
| ۱۱ | سازه‌ای دایره‌وار و دو سطحی با ستون‌ها، بخشی از یک طرح بزرگتر          | میراث معماری روخلیو سالمونا                                                   | بوگوتا، بخش بولیوار، کلمبیا                       | ۲۰۲۲    | ۶۶۰۰ (ii)(iv)          | این نامزدی شامل هفت اثر از معمار فرانسوی-کلمبیایی روخلیو سالمونا (۱۹۲۷–۲۰۰۷) است. ساختمان‌هایی که از اواسط قرن بیستم تا اوایل قرن بیست و یکم ساخته شده‌اند، نشان‌دهنده ایده‌آل‌های معماری هستند که می‌خواستند شهری باز با فضاهای عمومی برای ملاقات‌های متنوع ایجاد کنند. او از سنت‌های مختلف غربی و سنت‌های میان‌آمریکایی برای تولید بیان هنری خود استفاده می‌کرد. ساختمان‌ها شامل مرکز فرهنگی گابریل گارسیا مارکز (تصویر)، بایگانی عمومی ملی ، و ساختمان مدرسه دانش آموختگان در دانشگاه ملی کلمبیا است.                           | [ ۳۰ ]        |
| ۱۲ | فسیل‌های دریایی در موزه                                              | سایت‌های دیرینه‌شناسی فلورستا                                                   | بخش بویاکا                                        | ۲۰۲۴    | ۶۷۰۵ (viii)            | سازند فلورستا از دوران دونین میانی سرشار از فسیل‌های انواع مختلف بی‌مهرگان دریایی، مانند تریلوبیت‌ها، دوکفه‌ای‌ها، خزه‌زیان، شکم‌پایان، و سخت‌پوستان است. سازند صخره‌ای که حدود ۷۰۰ متر ضخامت دارد، امکان مطالعات تکامل حیات و محیط زیست را در طول ده میلیون سال فراهم می‌کند. | [ ۳۱ ]        |
| ۱۳ | نیازمند تصویر                                                       | لا ونتا کونزنترات-لاگرستاته                                                   | بخش اویلا                                         | ۲۰۲۴    | ۶۷۰۶(viii)             | لا وِنتا یک مکان فسیلی با بقایایی از دوره فرعی میوسن میانه، مربوط به حدود ۱۳ میلیون سال پیش، در دوران بهینه اقلیمی میوسن میانه است. فسیل‌هایی از ماهی‌های مختلف، کیمن، آناکونداهای اولیه و همچنین پستانداران وجود دارد. در اینجا، گونه‌های پس‌ددان و شگفت‌بندان، و همچنین سم‌داران، خفاشان، و جوندگان مختلف نشان داده می‌شوند. این یک منظر اجمالی از زندگی در منطقه قبل از جابه‌جایی بزرگ جانوری در قاره آمریکا است. | [ ۳۲ ]        |